# Enomoto Ken’ichi

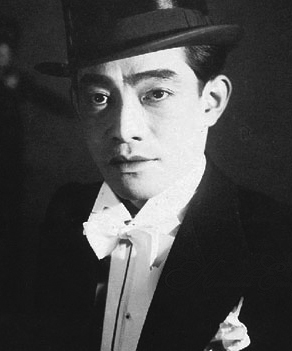
Enomoto Ken’ichi (1945)

Enomoto Ken’ichi (japanisch 榎本 健一; * 11. Oktober 1904 in Aoyama, Akasaka, Tokio (heute: Aoyama, Minato, Tokio); † 7. Januar 1970), hauptsächlich bekannt unter seinem Künstlernamen Enoken (エノケン), war ein berühmter singender Komödiant und Schauspieler Japans.
Enomoto gilt in Japan als großer Erneuerer der Theaterwelt zu seiner Zeit. Seine Bühnen- und Radioauftritte und diversen Filmrollen hatten einen großen Einfluss auf die Tokioter Theaterwelt vor dem Zweiten Weltkrieg. die Rückkehr der Komödie in der Nachkriegszeit hat er ebenfalls maßgeblich beeinflusst. Er gilt als der japanische „Charlie Chaplin“.
Geboren als Sohn eines Ladenbesitzers für Reisgebäck in Aoyama, Tokio, verehrte er die Stars der Oper Asakusa wie etwa Taya Rikizo und Fujiwara Yoshie. 1922 startete er seine Karriere im Alter von 18 Jahren als Chormitglied des Asakusa-Kinryukan-Theaters.
Das Große Kantō-Erdbeben 1923 brachte einen großen Umbruch in der Tokioter Theaterwelt mit sich. Zu dieser Zeit wechselte Enomoto zur Komödie. Er besetzte viele kleine Rollen als Komödiant, bevor er 1929 als Teil der Truppe Casino Folly auf die Bühne in Asakusa zurückkehrte. 1930 stellte er seine eigene Truppe (Enoken Gekidan), was ihn umgehend zu einer führenden Persönlichkeit in den Tokioter Theaterkreisen machte.
1934 folgte die Hauptrolle in dem Film „Enoken no Seishun Suikoden“, durch den er nationale Größe erlangte. Seine Filmkarriere war ihm zweitrangig. Er stellte viele historische japanische Persönlichkeiten dar, unter anderem Kondō Isami und Sakamoto Ryōma. Er trat in historischen Dramen und Samurai-Filmen (Jidai-geki) auf, wie etwa dem Film Die Männer, die auf des Tigers Schwanz traten von Akira Kurosawa.
In den 1950er Jahren musste sein rechtes Bein amputiert werden, was seine Laufbahn als Schauspieler am Film beendete, doch schaffte er 1963 mit seiner Beinprothese ein legendäres Comeback am Shinjuku-Koma-Theater in Tokio. Er starb 1970 und ist im Hase-Tempel in Nishi-Azabu, Minato-ku in Tokio begraben. Auf seinem Grabstein steht eingemeißelt: Jugoi Kunshitō Kigeki Ō Enoken Koko ni Nemuru. (従五位勲四等喜劇王エノケンここに眠る, dt. „Der König der Komödie Enoken ruht hier.“).